# Coloscanner
Le coloscanner, ou coloscopie virtuelle, est un examen diagnostique de scanner abdominal, permettant la reconstruction tridimensionnelle de l'intérieur du côlon. Il s'agit d'une alternative à la coloscopie.

## Technique
La préparation colique est identique à celle d'une coloscopie ou d'un lavement baryté : évacuation du maximum des selles par la prise de laxatifs (polyéthylène glycol ou PEG) la veille de l'examen.
Lors de l'examen, le côlon est insufflé avec de l'air par une canule rectale.

## Avantages et inconvénients
Il s'agit d'un examen non invasif, ne nécessitant pas d'anesthésie générale et pouvant donc être fait chez des patients fragiles pour lesquels une coloscopie peut s'avérer délicate. Il est également souvent préféré par les patients, pour des raisons de confort, à la coloscopie et au lavement baryté.
La persistance de selles peut entraîner de fausses images et gêner l'interprétation. Les résultats sont cependant aussi fiables que ceux de la coloscopie, en particulier dans son utilisation pour le dépistages des cancers colorectaux. La détection des petits polypes (moins d'un centimètre) est cependant moins bonne, mais ces derniers sont rarement cancéreux. Le coloscanner reste supérieur au lavement baryté chez les patients symptomatiques. 
Cet examen ne permet naturellement pas le prélèvement des éventuelles lésions (polypes, par exemple) ni de proposer un traitement de cette lésion dans un même temps, et toute anomalie retrouvée nécessite d'effectuer une coloscopie. A contrario, certaines coloscopies sont incomplètes (ne permettant pas d'explorer la totalité du côlon) et le coloscanner est, dans ces cas, un examen complémentaire intéressant.
Le coloscanner reste un examen de radiologie, avec une exposition faible mais quantifiable aux rayonnements ionisants. Il permet toutefois l'exploration d'autres structures intra-abdominales dans le même temps.